# Philanthus
Genre
Le genre Philanthus contient plus de 140 espèces de guêpes solitaires qui attaquent des abeilles et d'autres hyménoptères.

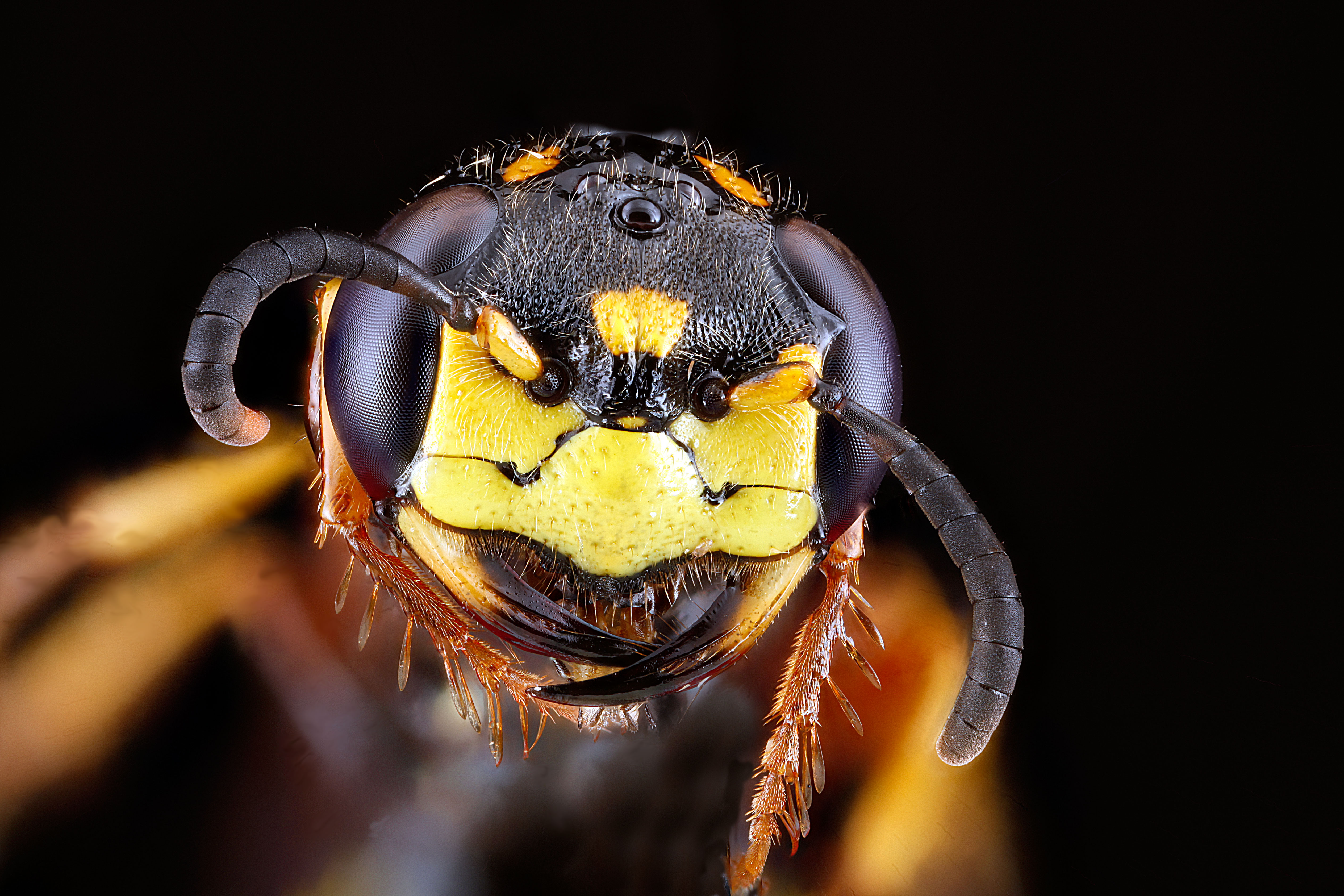
Philanthus gibbosus (femelle)

## Espèces (non exhaustif)
- Philanthus barbatus
- Philanthus basilaris
- Philanthus bicinctus
- Philanthus boharti
- Philanthus crabroniformis
- Philanthus gibbosus
- Philanthus gloriosus
- Philanthus lepidus
- Philanthus multimaculatus
- Philanthus nasalis
- Philanthus politus
- Philanthus pulcher
- Philanthus sanborni
- Philanthus solivagus
- Philanthus triangulum
- Philanthus ventilabris
- Philanthus zebratus

## Espèces fossiles
Selon Paleobiology Database en 2022, les espèces fossiles référencées sont au nombre de deux :
- †Philanthus annulatus Theobald 1937

- †Philanthus saxigenus Rohwer 1909[1]